# Riaille (Haute-Provence)
La Riaille dans les Alpes-de-Haute-Provence est un des trois affluents du Calavon. C'est un ruisseau, qui coule de façon intermittente. Avec ses 20,7 km il est le plus long de tous affluents du Calavon. Sur sa partie en confluence avec le Calavon, il peut se transformer en un torrent de 9 km de long. Ce passage est appelé le « Ravin du Calavon ».

## Géographie

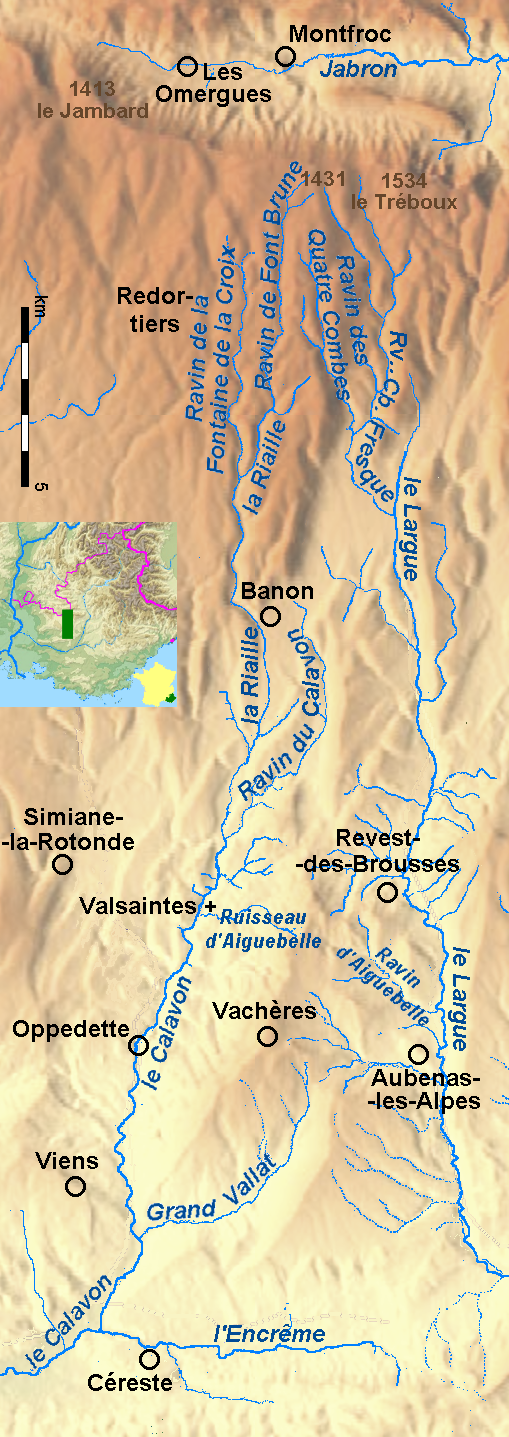
Les cours supérieurs du Cavalon (avec la Riaille), du Large et du Jabron.

La Riaille commence avec deux ou trois torrents 1380 à 1 400 m au-dessus de la mer au sud-ouest de la montagne de Lure, au coin nord-est de la commune de Redortiers, pas loin des Omergues (sur le cours supérieur du Jabron). Au sud-est de la montagne de Lure commence le Ravin des Quatre Combes, un affluent du Largue.

## Hydronymie
Riaille est un nom issu de l'ancien occitan riailh qui signifie « ruisseau », de la même origine latine que riou, équivalent du mot français « ru ». La forme masculine riau se retrouve souvent en français sous le nom réal, le nom est issu de ri « rivière », et de hallier « broussailles ».  

### Cours
La Riaille a 20,7 km de longueur
Le cours supérieur de la Riaille est appelé le Ravin de Font Brune. Depuis de 5,6 km, à la pied de la butte au nom de Font Brune, elle reçoit un important affluent de la gauche. À partir de là le ruisseau est appelé la Riaille. À 2,5 km dessous, 9,1 km des points de départ, elle reçoit son affluent plus grand, le Ravin de la Fontaine de la Croix. La vallée de quelle, passant dessous du village de Redortiers, est riche des sources.
4,6 km depuis de la confluence la Riaille passe Banon. Dans les champs de ce village, à deux kilomètres du cours de la Riaille, le Calavon prend sa source. Jusqu'à la confluence la longueur du Calavon est 9 km, le cours inférieur de Riaille 7,8 km. La confluence est située à une altitude de 533 m dans le territoire de la commune de Simiane-la-Rotonde.

### Organisme gestionnaire
L'organisme gestionnaire est le Syndicat Intercommunal de Rivière du Calavon-Coulon (SIRCC).